# Карлос Ойос
Карлос Ойос (ісп. Carlos Hoyos, нар. 28 лютого 1962) — колумбійський футболіст, що грав на позиції захисника. По завершенні ігрової кар'єри — тренер.
Виступав, зокрема, за клуб «Депортіво Калі», а також національну збірну Колумбії.

## Клубна кар'єра
У дорослому футболі дебютував 1981 року виступами за команду «Депортіво Калі», в якій провів вісім сезонів, взявши участь у 272 матчах чемпіонату. Більшість часу, проведеного у складі «Депортіво Калі», був основним гравцем захисту команди.
Згодом з 1989 по 1991 рік грав у складі команд «Атлетіко Хуніор», «Депортіво Калі», «Атлетіко Букараманга» та «Америка де Калі».
Завершив ігрову кар'єру у команді «Депортес Кіндіо», за яку виступав протягом 1992 року.

## Виступи за збірну
У 1983 році дебютував в офіційних матчах у складі національної збірної Колумбії.
У складі збірної був учасником розіграшу Кубка Америки 1983 року у різних країнах, розіграшу Кубка Америки 1987 року в Аргентині, на якому команда здобула бронзові нагороди, розіграшу Кубка Америки 1989 року у Бразилії, чемпіонату світу 1990 року в Італії.
Загалом протягом кар'єри в національній команді, яка тривала 8 років, провів у її формі 24 матчі.

## Кар'єра тренера
Розпочав тренерську кар'єру, повернувшись до футболу після тривалої перерви, 2018 року, очоливши тренерський штаб клубу «Атлетіко Букараманга». Наразі досвід тренерської роботи обмежується цим клубом.

## Титули і досягнення
- Бронзовий призер Кубка Америки: 1987